# Ice MC
Ice MC, pseudonimo di Ian Colin Campbell (Nottingham, 22 marzo 1965), è un rapper ed ex ballerino britannico di musica hip house e eurodance.

## Biografia
Nato da genitori di origini giamaicane, è vissuto a Nottingham dove ha frequentato la scuola. Proprio in ambito scolastico nacque il suo nome d'arte "ICE" (in seguito si scoprì essere tratto dalle iniziali di Ian Campbell Esquire). Dopo aver lasciato la scuola, a partire dal 1983 si unisce a un gruppo di ballerini di break dance con i quali si esibisce in tutta l'Europa.
Nel 1989 conosce in Italia il produttore musicale Roberto Zanetti, che gli dà la possibilità di pubblicare dei singoli. Quello stesso anno esce dunque il suo primo singolo "Easy", in stile hip house, che riscosse un buon successo in tutto il continente e in particolar modo in Italia, dove raggiunse la top5 delle classifiche, e in Germania, dove arrivò in Top 3. L'anno successivo furono invece dati alle stampe i singoli "Cinema" e "Scream", e il suo primo album "Cinema", tutti di grande successo commerciale.
Nel 1992, il suo secondo album "My World" non riuscì a bissare il successo del suo predecessore poiché la hip house in quel periodo aveva meno seguito. Nel 1994 ha però la possibilità di incidere un terzo album, "Ice'n'Green", a cui partecipò anche Alexia. L'album scalò le classifiche mondiali così come i tre singoli estratti da esso: "Think About The Way" (usata nel 1996 come colonna sonora del film Trainspotting), "It's a Rainy Day" e "Take Away the Colour". Visto il grande successo, l'album venne pubblicato anche negli Stati Uniti dove ricevette una buona accoglienza di critica, e venne ristampato come "Ice'n'Green - The Remix Album", che conteneva in aggiunta alcuni remix dei singoli pubblicati nel 1996. Nello stesso anno ICE MC decise di abbandonare Alexia e Zanetti a causa di alcune incomprensioni e pubblicò il successivo album "The Dreadatour" con il produttore dei Masterboy. Dall'album fu estratto solo una canzone di successo, "Give Me the Light", ma il lavoro non fu comunque un successo a causa del tramonto della musica eurodance.
Nel 1998 infine, pubblicò dei singoli promozionali, "Busy Body" e "Energy", sempre prodotti da Masterboy, ma non riuscì ad attirare l'attenzione. Dopo gli ultimi insuccessi decise di ritornare in Inghilterra e di ritirarsi dal mondo della musica, anche a causa di alcuni problemi personali. Nel 2002 torna in contatto con Roberto Zanetti con il quale produce un nuovo album, "Cold Skool", e un nuovo singolo, "It's a Miracle", entrambi del 2004 che però risultarono essere l'ennesimo insuccesso. Nel 2008 la canzone "It's a Miracle" ha vissuto una straordinaria rinascita, venendo rivalutata da vari DJ house, e trovandosi in testa alle preferenze del pubblico giovanile.
Il 15 luglio 2016, l'etichetta discografica DWA Records pubblica il nuovo singolo della musicista e compositrice Alexandra Damiani featuring Ice MC "It's a Rainy Day", il brano infatti contiene le voci originali del 1994 di Alexia e Ice MC.

## Discografia

### Singoli
- 1989 - Easy
- 1989 - Easy (Attack Remix)
- 1990 - Scream
- 1990 - Scream (The U.S. Remix)
- 1990 - Cinema
- 1990 - OK Corral!
- 1990 - OK Corral! (The Cotton Remixes)
- 1990 - The Megamix
- 1991 - People
- 1991 - People (Remix)
- 1991 - Happy Weekend
- 1991 - Happy Weekend (Remix)
- 1992 - Rainy Days
- 1993 - Take Away the Colour
- 1993 - Take Away the Colour (Remixes)
- 1994 - Think About the Way
- 1994 - Think About the Way (Boom Di Di Boom Remixes)
- 1994 - It's a Rainy Day
- 1994 - It's a Rainy Day (Remixes)
- 1995 - Take Away the Colour (1995)
- 1995 - Ice'n' Mix (Triple set remixes) (Solo in Italia)
- 1995 - Megamix (France only)
- 1995 - Run Fa Cover (US only)
- 1996 - Russian Roulette (solo in Svezia)
- 1996 - Funkin' With You (solo in Francia)
- 1996 - Give Me the Light
- 1996 - Give Me the Light (Remixes)
- 1996 - Music for Money
- 1997 - Let's Take It Easy
- 2004 - It's a Miracle
- 2016 - Alexandra Damiani feat. Ice MC - It's a Rainy Day

### Albums
- 1990 - Cinema
- 1991 - My World - The Early Songs
- 1994 - Ice'n'Green
- 1995 - Ice'n'Green - The Remix Album
- 1996 - Greatest Hits and Remixes
- 1996 - Dreadatour
- 2004 - Cold Skool